# Somborn (Freigericht)

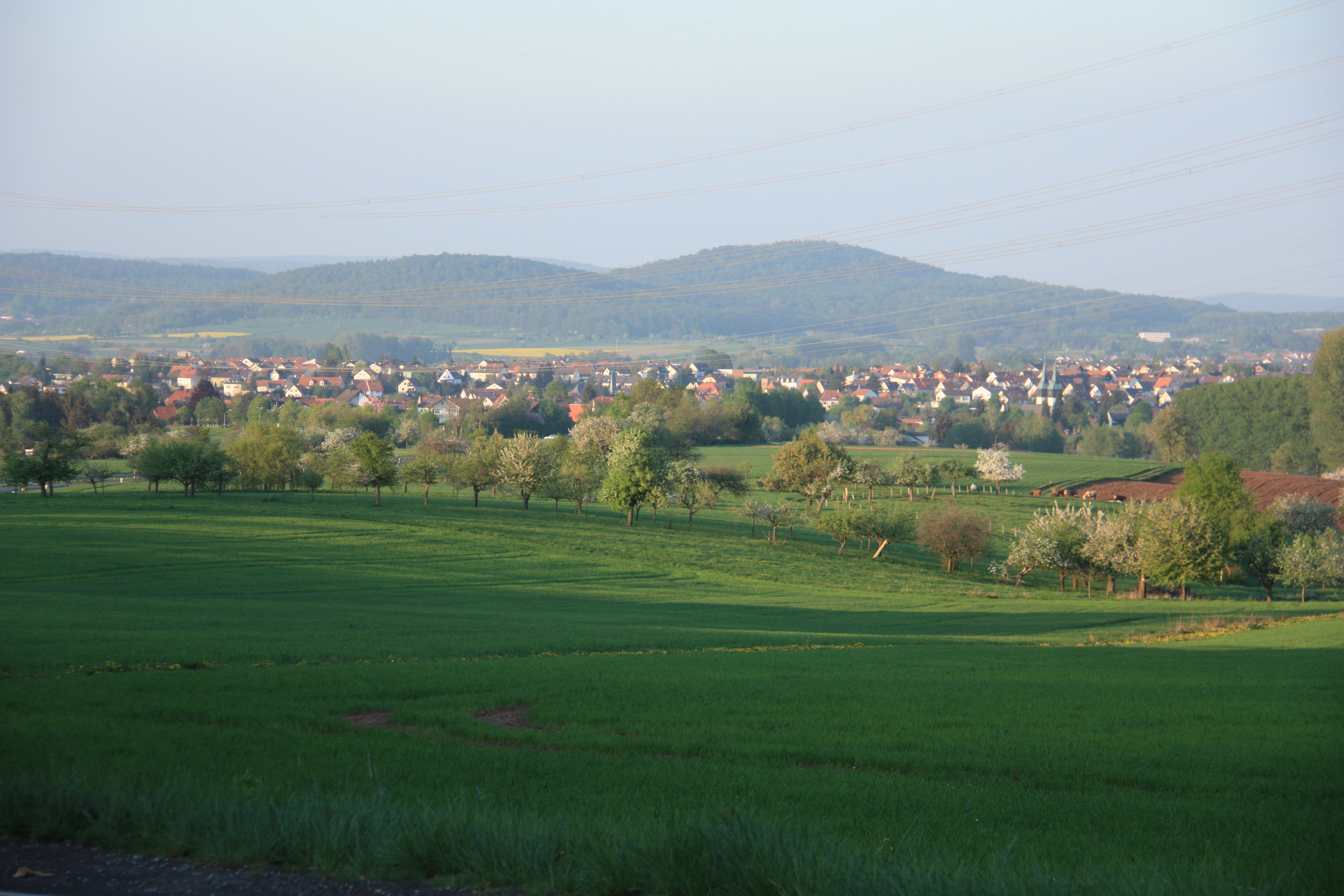
Ansicht Somborn

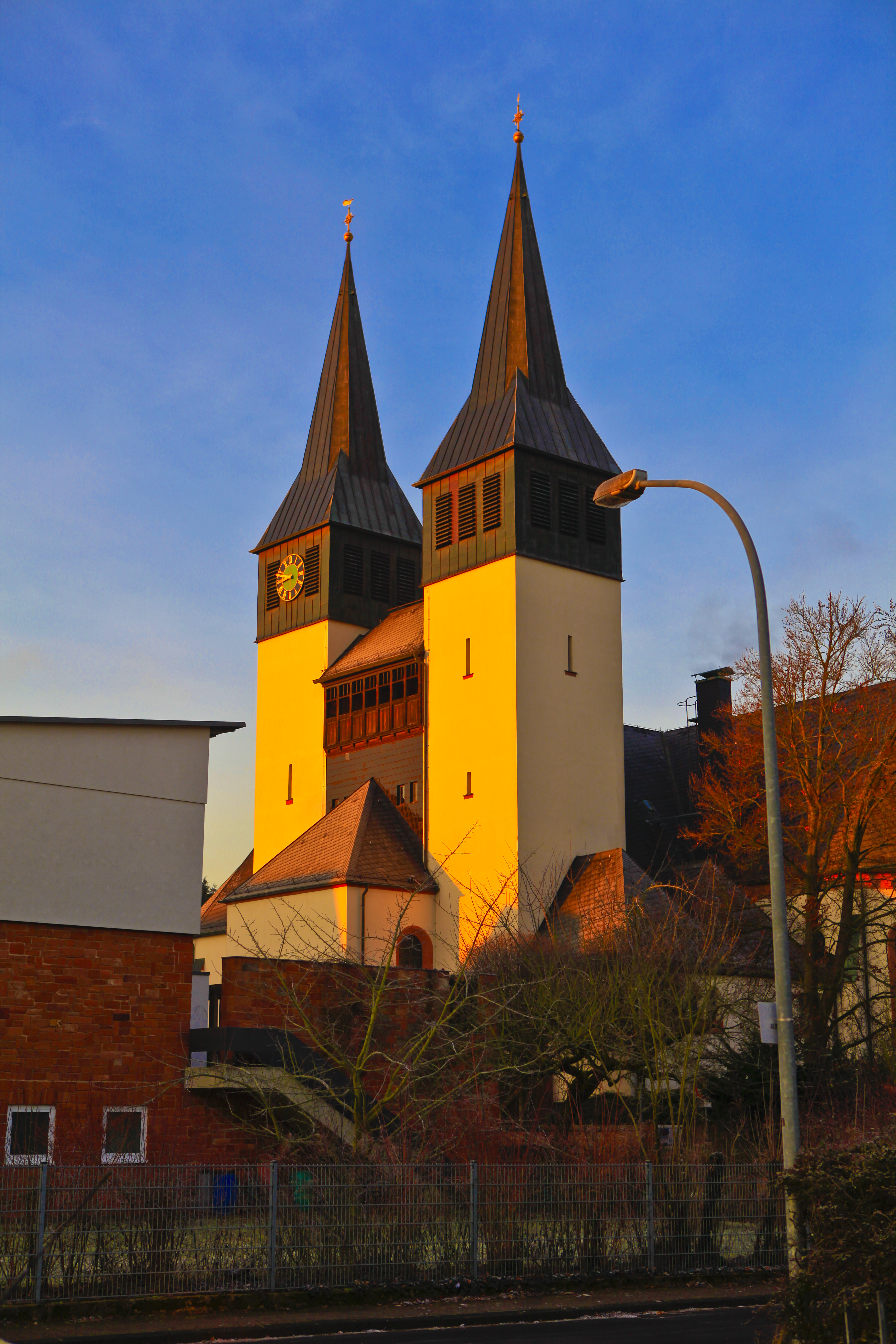
St. Anna-Kirche angestrahlt von der Morgensonne

Somborn ist der größte Ortsteil der Gemeinde Freigericht im osthessischen Main-Kinzig-Kreis und Sitz der Gemeindeverwaltung.

## Geographie

### Lage
Somborn liegt im Naturpark Spessart am Hasselbach auf einer Höhe von 150 m über NHN, 8,5 km südwestlich von Gelnhausen, direkt an der Landesgrenze zu Bayern.

### Nachbargemarkungen
Folgende Gemarkungen grenzen an das Ortsgebiet von Somborn:
| Neuenhaßlau und Gondsroth | Niedermittlau                               |              |
| Rodenbach                 | Kompassrose, die auf Nachbargemeinden zeigt | Altenmittlau |
| Alzenau und Michelbach    | Albstadt                                    | Neuses       |

## Geschichte
Am 19. Juni 1930 wurde bei Bauarbeiten im Ort ein ca. 40.000 Jahre alter Mammutzahn gefunden.

### Mittelalter
Die älteste erhaltene Erwähnung von Somborn stammt aus dem Jahr 1025, als der Adlige Ruogger Besitzungen in Somborn an das Kloster Fulda überträgt. Das Dorf war Hauptort des Gerichts Somborn, das wiederum Teil des Freigerichts Alzenau war. Dieses war zwar reichsunmittelbar, aber das Reich verpfändete oder vergab das Gebiet immer wieder. So wechselten die Landesherren, zu denen die Herren und späteren Grafen von Hanau, die Herren von Randenburg, die Herren von Eppstein und Kurmainz zählten. 1255 hatte das Kloster Neuenberg einen Fronhof, 1482 ein Hofgericht in Somborn.
Die ab 1184 erwähnte Kirche von Somborn stand unter dem Patronat der Apostel Peter und Paul. Schon 1184 gehörte die Pfarrkirche dem Stift St. Peter und Alexander in Aschaffenburg, dem sie 1316 inkooperiert wurde. Auch das Patronatsrecht lag bei dem Stift. Zur Pfarrei gehörten auch die umliegenden Dörfer Altenmittlau, Bernbach, Horbach, Neuses und Hüttelngesäß sowie Albstadt.

### Ortsname
Die Schreibweise des Ortsnamens wechselte:
- Sunnibrunno (1025)
- Sonneborn (1030)
- Sunnebrunne (1184)[3]
- Sunneburnen (1270)
- Suneborn (1332)
- Sonborn (1634)

### Frühe Neuzeit
1500 erhielten der Kurfürst-Erzbischof von Mainz und die Grafen von Hanau-Münzenberg das Freigericht und damit auch Somborn gemeinsam als Lehen. Es wurde nun als Kondominat regiert. Da im Freigericht auch zur Zeit des Kondominats die kirchliche Jurisdiktion bei den Erzbischöfen von Mainz verblieb, konnte sich die Reformation – im Gegensatz zur Grafschaft Hanau-Münzenberg – hier nicht durchsetzen. Somborn blieb römisch-katholisch.
Von 1601 bis 1605 fand im Freigericht Alzenau eine große Hexenverfolgung statt. In deren Folge wurden auch vier Frauen aus Kälberau auf dem Scheiterhaufen als Hexen lebendig verbrannt.
Als Graf Johann Reinhard III. 1736 als letzter männlicher Vertreter des Hauses Hanau starb, war dessen Erbe hinsichtlich der Grafschaft Hanau-Münzenberg aufgrund eines Erbvertrages der Landgraf von Hessen-Kassel. Ob das Erbe sich auch auf den Hanauer Anteil an dem Kondominat erstreckte, war in den folgenden Jahren zwischen Kurmainz und Hessen-Kassel heftig umstritten. Der Streit endete in einem Kompromiss, dem „Partifikationsrezess“ von 1740, der eine Realteilung des Kondominats vorsah. Es dauerte allerdings bis 1748, bis der Vertrag umgesetzt war. Somborn fiel dabei an die Landgrafschaft Hessen-Kassel. Das Dorf wurde nun deren Amt Altenhaßlau zugeschlagen.

### Neuzeit
1803 wurde die Landgrafschaft Hessen-Kassel zum Kurfürstentum Hessen erhoben. Während der napoleonischen Zeit stand das Amt Altenhaßlau ab 1806 zunächst unter französischer Militärverwaltung, gehörte 1807–1810 zum Fürstentum Hanau und dann von 1810 bis 1813 zum Großherzogtum Frankfurt, Departement Hanau. Anschließend fiel es wieder an das Kurfürstentum Hessen zurück. Nach der Verwaltungsreform des Kurfürstentums Hessen von 1821, durch die Kurhessen in vier Provinzen und 22 Kreise eingeteilt wurde, ging das Amt Altenhaßlau im neu gebildeten Landkreis Gelnhausen auf. Mit der Annexion Kurhessens durch das Königreich Preußen nach dem verlorenen Krieg von 1866 wurde auch Somborn preußisch.
Bis zum Zweiten Weltkrieg gab es in Somborn eine kleine jüdische Gemeinde mit eigener Synagoge. Das Synagogengebäude wurde in der Pogromnacht am 9. November 1938 durch das Einschreiten des Somborner Bürgermeisters gerettet und überstand auch die Kriegswirren. Während des Krieges war es Unterkunft für ausländische Zwangsarbeiter und Kriegsgefangene. In den 1960er Jahren wurde das Gebäude in ein Wohnhaus umgebaut.
In der Ortslage, gespeist von Betriebsgräben, die vom Haselbach abzweigten, bestanden die Schreibersmühle (auch Grimmsmühle) und die Kreisemühle (auch Schillingsmühle). Die letzte der Wassermühlen wurde 1972 stillgelegt.
Zum 1. Januar 1970 wurde Somborn im Zuge der Gebietsreform in Hessen auf freiwilliger Basis mit weiteren Gemeinden zu der neuen Gemeinde Freigericht zusammengeschlossen. Gleichzeitig ging der Kreis Gelnhausen im Main-Kinzig-Kreis auf.

### Bevölkerung
Einwohnerentwicklung
 Quelle: Historisches Ortslexikon
- 1581: 073 Haushaltungen
- 1753: 101 Haushaltungen und 5 Juden
- 1812: 198 Feuerstellen, 911 Seelen

| Somborn: Einwohnerzahlen von 1834 bis 2019 | Somborn: Einwohnerzahlen von 1834 bis 2019 | Somborn: Einwohnerzahlen von 1834 bis 2019 | Somborn: Einwohnerzahlen von 1834 bis 2019 | Somborn: Einwohnerzahlen von 1834 bis 2019 |
| --- | ------------------------------------------ | ------------------------------------------ | ------------------------------------------ | ------------------------------------------ |
| Jahr |                                            |                                            |                                            | Einwohner                                  |
| 1834 | 1834                                       |                                            | 1.498                                      | 1.498                                      |
| 1840 | 1840                                       |                                            | 1.494                                      | 1.494                                      |
| 1846 | 1846                                       |                                            | 1.598                                      | 1.598                                      |
| 1852 | 1852                                       |                                            | 1.603                                      | 1.603                                      |
| 1858 | 1858                                       |                                            | 1.584                                      | 1.584                                      |
| 1864 | 1864                                       |                                            | 1.627                                      | 1.627                                      |
| 1871 | 1871                                       |                                            | 1.551                                      | 1.551                                      |
| 1875 | 1875                                       |                                            | 1.721                                      | 1.721                                      |
| 1885 | 1885                                       |                                            | 1.643                                      | 1.643                                      |
| 1895 | 1895                                       |                                            | 1.804                                      | 1.804                                      |
| 1905 | 1905                                       |                                            | 2.141                                      | 2.141                                      |
| 1910 | 1910                                       |                                            | 2.344                                      | 2.344                                      |
| 1925 | 1925                                       |                                            | 2.663                                      | 2.663                                      |
| 1939 | 1939                                       |                                            | 2.718                                      | 2.718                                      |
| 1946 | 1946                                       |                                            | 3.747                                      | 3.747                                      |
| 1950 | 1950                                       |                                            | 4.034                                      | 4.034                                      |
| 1956 | 1956                                       |                                            | 3.916                                      | 3.916                                      |
| 1961 | 1961                                       |                                            | 4.338                                      | 4.338                                      |
| 1967 | 1967                                       |                                            | 4.922                                      | 4.922                                      |
| 1970 | 1970                                       |                                            | 5.081                                      | 5.081                                      |
| 1980 | 1980                                       |                                            | ?                                          | ?                                          |
| 1990 | 1990                                       |                                            | ?                                          | ?                                          |
| 2000 | 2000                                       |                                            | ?                                          | ?                                          |
| 2011 | 2011                                       |                                            | 5.913                                      | 5.913                                      |
| 2019 | 2019                                       |                                            | 6.172                                      | 6.172                                      |
| Datenquelle: Historisches Gemeindeverzeichnis für Hessen: Die Bevölkerung der Gemeinden 1834 bis 1967. Wiesbaden: Hessisches Statistisches Landesamt, 1968. Weitere Quellen: ; Gemeinde Freigericht; Zensus 2011 |                                            |                                            |                                            |                                            |

Religionszugehörigkeit
 Quelle: Historisches Ortslexikon
| • 1885: | 17 evangelische (= 2,76 %), 566 katholische (= 91,73 %), 34 jüdische (= 5,51 %) Einwohner |
| • 1961: | 363 evangelische (= 8,37 %), 3963 katholische (= 91,36 %) Einwohner                       |

## Politik

### Ortsbeirat
Nach dem Zusammenschluss der selbstständigen Gemeinden zur Gemeinde Freigericht im Jahr 1970 wurden die einzelnen Gemeindevertretungen aufgelöst und durch Ortsbeiräte ersetzt. Die Ortsbeiräte in den einzelnen Ortsteilen sind in allen wichtigen Entscheidungen, die den jeweiligen Ortsteil betreffen zu hören und haben ein Vorschlagsrecht. Die Mitglieder der Ortsbeiräte wählen aus ihrer Mitte als Vorsitzenden des Ortsbeirates einen Ortsvorsteher. Mit Ablauf der kommunalen Wahlperiode 2021 werden die Ortsbeiräte aufgelöst.
| Parteien und Wählergemeinschaften | Parteien und Wählergemeinschaften           | 2016  | 2011  | 2006  | 2001  | 1997  |
| Parteien und Wählergemeinschaften | Parteien und Wählergemeinschaften           | Sitze | Sitze | Sitze | Sitze | Sitze |
| --------------------------------- | ------------------------------------------- | ----- | ----- | ----- | ----- | ----- |
| CDU                               | Christlich Demokratische Union Deutschlands | 3     | 3     | 4     | 5     | 4     |
| SPD                               | Sozialdemokratische Partei Deutschlands     | 3     | 2     | 2     | 3     | 3     |
| FDP                               | Freie Demokratische Partei                  | 0     | 0     | 1     | 0     | 0     |
| GRÜNE                             | Bündnis 90/Die Grünen                       | 0     | 2     | 0     | 0     | 0     |
| UWG                               | Unabhängige Wählergemeinschaft Freigericht  | 3     | 2     | 2     | 1     | 2     |
| gesamt                            | gesamt                                      | 9     | 9     | 9     | 9     | 9     |

Ortsvorsteher:
- Ortwin Hackenberg SPD (1997–2001)
- Emil Trageser, CDU (2001–2006)
- Günther Roß, CDU (2006–2011)
- Ottmar Trageser, SPD (2011)
- Bernd Hofmann, UWG (2012–2021)

### Wappen
Am 12. Juli 1967 wurde der Gemeinde Somborn im damaligen Landkreis Gelnhausen, Regierungsbezirk Wiesbaden, ein Wappen mit folgender Blasonierung verliehen: In Silber ein gradarmiges schwarzes Tatzenkreuz, kreuzweise belegt mit einem blauen Schlüssel und einem blauen Schwert.
Bedeutung: Das schwarze Kreuz auf silbernem Grund symbolisiert die alten Beziehungen der Gemeinde zum Bistum Fulda. Schlüssel und Schwert sind die Symbole der Heiligen Petrus und Paulus, der beiden ältesten Patrone der Somborner Pfarrkirche.
Nach dem Zusammenschluss zur Gemeinde Freigericht wurde das Somborner Wappen 1971 Wappen der neuen Gemeinde.

## Infrastruktur
- In Somborn treffen sich die Landesstraßen 3202 und 3339.
- Von 1904 bis 1963 hatte das Dorf einen Bahnhof an der dann stillgelegten Freigerichter Kleinbahn.
- Heute steht die katholische Kirche von Somborn unter dem Patronat der hl. Anna und gehört zum Dekanat Kinzigtal.
- Es gibt außerdem die evangelische Johanneskirche.
- Die Bischof-Dr.-Christian-Schreiber-Schule ist die örtliche Grundschule und die Kopernikusschule die kooperative Gesamtschule des Main-Kinzig-Kreises. Sie ist die größte allgemeinbildende Schule Deutschlands.
- Am Hof Trages bei Somborn entstand in den 1990ern ein 18-Loch-Golfplatz.
- Im Ort gibt es ein Heimatmuseum.

## Persönlichkeiten
In Somborn geboren
- Adam Müller, genannt Millerche (1863–1932), hessischer Heimatdichter und Humorist bei der „Fröhlichen Freigerichter Runde“
- Michael Brückner (1871–1936), Unternehmer und Abgeordneter des Provinziallandtages der Provinz Hessen-Nassau
- Christian Schreiber (1872–1933), Bischof
- Bernhard Schilling SVD (19. Dezember 1959 – 15. November 1966), Bischof
- Gerhard Benzing (* 22. März 1932 in Somborn; † 10. Mai 2008 in Fulda), römisch-katholischer Pfarrer in St. Goar Flieden von 1973 bis 2006, von 1988 bis 2002 Dekan im Dekanat Neuhof, ab 1975 Präses der KAB in Flieden und ab 2006 Ehrenbürger der Gemeinde Flieden.
- Martin Trageser (* 1943), Politiker (CDU), wohnte auch in Somborn
- Roland Ullmann (* 1958), Landespolizeipräsident Hessen